# Hauptenia
Hauptenia (лат.) — род полужесткокрылых из семейства Derbidae (Fulgoromorpha). Около 10 видов.

## Распространение
Род распространен в Юго-Восточной Азии и восточной Палеарктике, главным образом, в Китае, а также в Бангладеш, Корее и на Тайване.

## Описание
Мелкие цикадовые полужесткокрылые насекомые (около 5 мм). Виды этого рода можно отличить по следующим признакам: голова с глазами заметно более узкая, чем переднеспинка; вертекс трапециевидный, в основании немного шире, чем на вершине, слегка выступает перед глазами. Лоб длиннее по средней линии, короче наличника, без срединного киля. Антенны короткие, субантеннальный отросток хорошо развит. Переднее крыло длиннее самой широкой части (примерно в три раза), RA с одной или двумя вершинами. Заднее крыло с жилкой ScP+RA очень короткой, CuA с двумя или тремя терминалями; формула шипиков задней лапки 7-6-5. Терминалии самца с гоностилями симметричными, короткими и длинными, дорсобазальный выступ дистально; пигофер с дорсокаудальным углом, не превращенным в пальцевидный отросток; анальная трубка не отчётливо вытянута, дорсальный край короче вентрального в боковом виде, обычно вершина не достигает уровня вершины гоностилей, эпипрокт повернут вентрально или почти так, слабо вырезан на вершине в боковом виде.

## Классификация
Известно около 10 видов. Род был впервые выделен в 2006 году польским энтомологом Jacek Szwedo (Department of Invertebrate Zoology and Parasitology, University of Gdańsk, Гданьск, Польша), а типовым видом обозначен таксон Malenia magnifica Yang & Wu, 1994. Род включён в состав подсемейства Breddiniolinae Fennah, 1950, трибы Cedusini Emeljanov, 1992 и подтрибы Cedusina Emeljanov, 2008.
- Hauptenia bandarbanensis Jhan & Rahman, 2016[4]
- Hauptenia beibengensis Sui & Chen, 2023[1]
- Hauptenia daliensis Sui & Chen, 2023[1]
- Hauptenia fellea (Yang & Wu, 1994)[3]
- Hauptenia glutinosa (Yang & Wu, 1994)[3]
- Hauptenia idonea (Yang & Wu, 1994)[3]
- Hauptenia jacula (Yang & Wu, 1994)[3]
- Hauptenia magnifica (Yang & Wu, 1994)[3]
- Hauptenia palgongsanensis Rahman, Kwon & Suh, 2012[5]
- Hauptenia tripartita Rahman, Kwon & Suh, 2012[5]